# Hernán Osses
Hernán Osses Santa María (Concepción, Chile, 1930-23 de junio de 2017) fue un periodista y docente de la Universidad de Concepción.

## Primeros años
Su carrera se inició en 1947 a los 17 años, siendo estudiante de Humanidades y continuó en el deportivo de la desaparecida Radio Simón Bolívar, actividad que desarrolló hasta el ingresó a la Universidad de Concepción donde estudió Pedagogía en Castellano impulsado por su afición a la lectura. Cuatro años más tarde, mientras era estudiante universitario, fue contratado por el diario La Patria, en la sección deportiva que era dirigida por el periodista, Luis García Díaz.[cita requerida]
En 1961 se convirtió en comentarista de actualidad en TV Bolívar, primer canal de televisión de Concepción. También trabajó en los diarios Crónica y El Sur, donde llegó a ser jefe de informaciones. De igual forma, dirigió los periódicos Noticias de la Tarde, Hora 12 y El Austral de Temuco.
Presidió el Consejo Regional del Colegio de Periodistas entre 1964-1965 y ejerció docencia en la Escuela de Periodismo en la Universidad de Concepción.[cita requerida]

## Secuestro
En 1969 Osses, considerado un "férreo crítico del MIR", era director del vespertino Noticias de la Tarde. Allí se publicaron varias investigaciones periodísticas que no eran del agrado por parte del Movimiento de Izquierda Revolucionaria; esto causó que un grupo de los miristas lo secuestraran el 6 de junio de 1969. Este hecho, que tenía por objetivo conseguir los nombres de sus fuentes informativas, fue catalogado como el primer secuestro político en Chile del siglo XX.
El escándalo que este hecho generó significó el nombramiento de un ministro en visita y el alejamiento del MIR de varios de los intelectuales que habían concurrido a su fundación en 1965, quienes no estaban a favor del uso de la violencia. Una de las consecuencias directas del caso Osses fue el allanamiento de la Universidad de Concepción al día siguiente de los hechos referidos.

## Últimos años
Posteriormente, fue contratado por el Centro Internacional de Estudios Superiores de Comunicación para América Latina (Ciespal), en Ecuador, aunque a mediados de los años 1970 regresó a Chile, asumiendo como director de los diarios La Discusión y El Austral de Temuco.
Luego de ello, fue recontratado como profesor en la carrera de periodismo de la Universidad de Concepción, donde destacaba no solo por su gran experiencia periodística, sino también por su vasta cultura y por su amor hacia el cine, tema sobre el cual escribió toda su vida y respecto del cual dictó varias asignaturas.
Falleció en Concepción el 23 de junio de 2017.

## Premios y reconocimientos
- Premio BancoEstado a la calidad periodística 2012 en la categoría Trabajo Destacado: “Economía para el fin del mundo”, presentado en el Diario El Llanquihue.[11]